# گروه‌ها و خوشه‌های کهکشانی

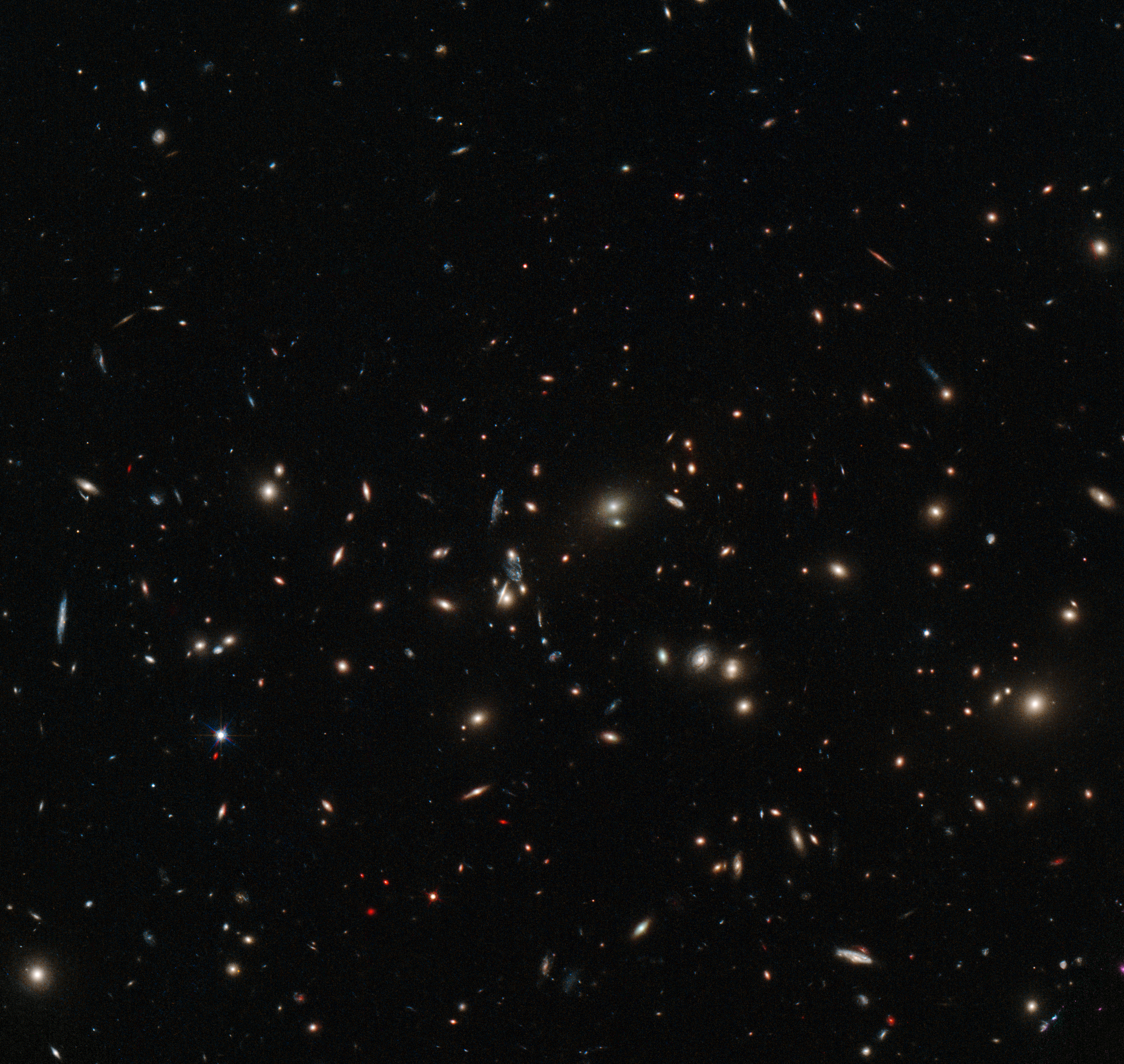
MACS J0152.5-2852 یک خوشه کهکشانی بسیار بزرگ است. تقریباً هر پیکسلی که در این تصویر دیده می‌شود خود یک کهکشان است که هر کدام دارای میلیاردها ستاره است.

گروه‌ها و خوشه‌های کهکشانی (انگلیسی: Galaxy groups and clusters) بزرگترین اجرام شناخته‌شدهٔ گرانشی هستند که تاکنون در فرایند تشکیل ساختار کیهانی پدید آمده‌اند. آنها متراکم‌ترین بخش ساختار بزرگ مقیاس کیهان را تشکیل می‌دهند. در مدل‌های شکل‌گیری گرانشی ساختار با ماده تاریک سرد، کوچک‌ترین ساختارها ابتدا فرو می‌ریزند و در نهایت بزرگترین ساختارها، خوشه‌های کهکشانی را می‌سازند. پس از آن خوشه‌ها نسبتاً اخیراً بین ۱۰ میلیارد سال پیش و اکنون تشکیل شده‌اند. گروه‌ها و خوشه‌ها ممکن است شامل ده تا هزاران کهکشان منفرد باشند. خود خوشه‌ها اغلب با گروه‌های بزرگ‌تر و غیر گرانشی به نام ابرخوشه‌ها مرتبط هستند.